# قسم بلنغ آباد الريفي (مقاطعة اشتهارد)
قسم بلنغ آباد الريفي (بالفارسية: دهستان پلنگ‌آباد) هي منطقة ريفية تقع في مقاطعة إشتهارد في إيران. يقدر عدد سكانها بـ 2,978 نسمة .